# Takashi Miike
Takashi Miike (三池 崇史, Miike Takashi), né le 24 août 1960 à Yao, près d'Osaka, au Japon, est un réalisateur japonais aussi prolifique que controversé.
Depuis ses débuts en 1991, Takashi Miike a dirigé 59 longs-métrages pour le cinéma, 23 pour le V-Cinema, cinq téléfilms, a réalisé un ou plusieurs épisodes de huit séries télévisées, un clip, un making of, trois pièces de théâtre et une websérie.
Pour les seules années 2001 et 2002, Miike est crédité de la réalisation de quatorze productions.

## Biographie
Il entre à l'âge de 18 ans à l'Academy of Broadcasting and Film de Yokohama et en ressort diplômé. Il commence par travailler pour la télévision, notamment en réalisant plusieurs téléfilms.
Durant les années 1990, il réalise de nombreux films qui sortent directement en vidéo, ce que les Japonais appellent le V-Cinema. Grâce à ce système, il pourra réaliser de nombreux films demandant peu de budget.
C'est avec un film de yakuzas, Les Affranchis de Shinjuku, réalisé en 1994, qu'il se rend célèbre[réf. nécessaire]. Il réalise plusieurs autres films sur les yakuzas, dont la trilogie Dead or Alive.
Très prolifique, il réalise plus de cinquante films en un peu plus de dix ans. Beaucoup de ses films peuvent être, à première vue, classés dans un genre spécifique (films de yakuzas, de science-fiction, d'horreur, de comédie…), mais ces classifications ne peuvent jamais prendre en compte l'intégralité du film tant le mélange des genres est fréquent chez Miike, dont la réalisation est très technique et riche en effets.
Il est principalement connu pour réaliser un cinéma où la violence comme le loufoque ou le fantastique surgissent hors des conventions et où de nombreux tabous sont transgressés, mais sans toute la mise en condition du spectateur qui a fréquemment lieu en ces circonstances.
Cette attitude décomplexée le fait ainsi apparaître comme un cinéaste violent, déjanté et provocateur, bien qu'il ait réalisé aussi de nombreux films contemplatifs et poétiques tels que The Bird People in China ou La Mélodie du malheur.
Il a écrit la préface du livre Iron Man: The Cinema of Shinya Tsukamoto de Tom Mes ainsi qu'un commentaire de la partie Box qu'il réalisa pour le film 3 extrêmes pour le DVD sorti en zone 1.
Miike déclare que Starship Troopers est un de ses films favoris. Il admire, parmi les réalisateurs de langue anglaise, David Lynch, David Cronenberg et Paul Verhoeven.

## Controverses

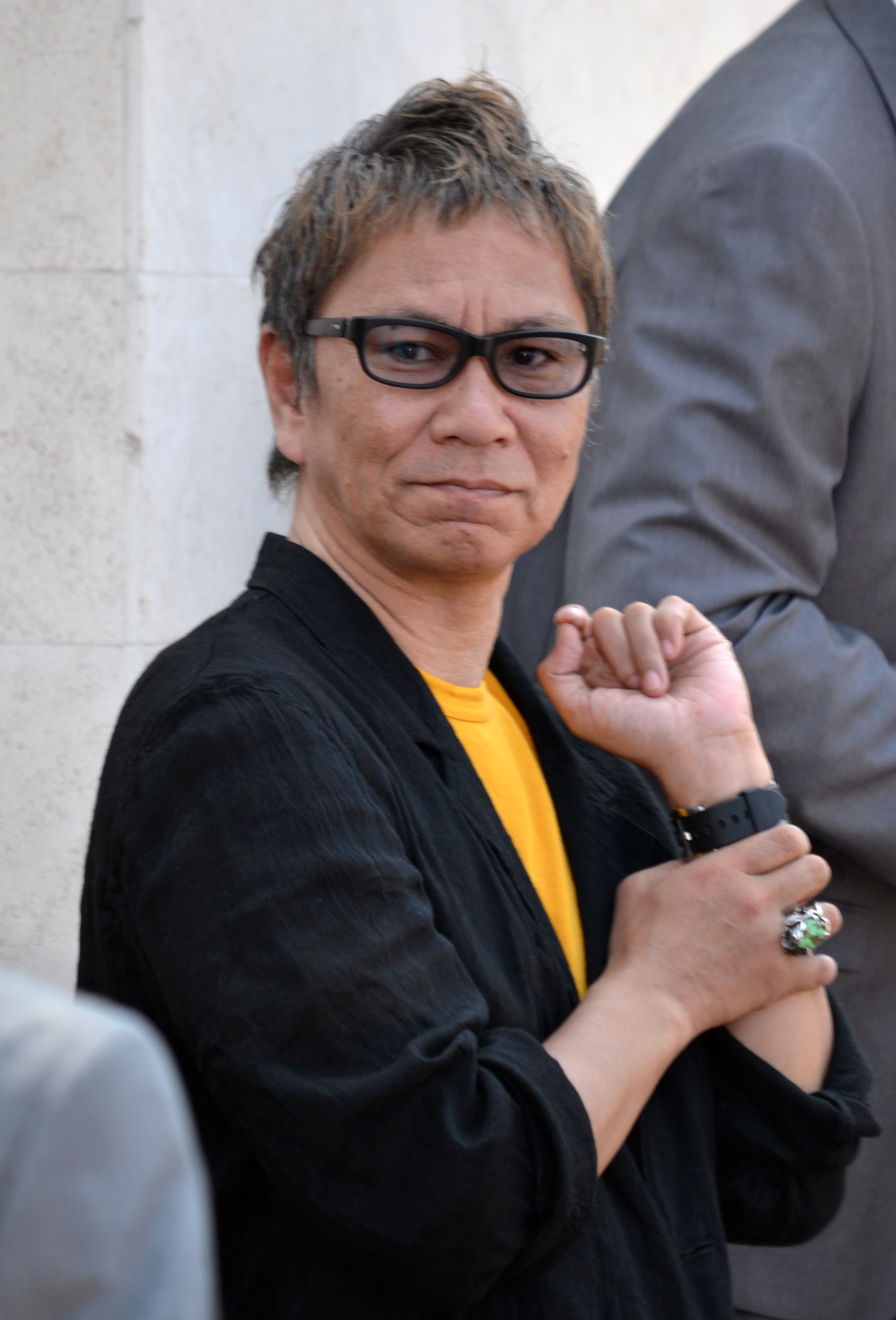
Takashi Miike au festival de Cannes, en 2011.

Le style de Miike est souvent considéré par ses détracteurs comme misogyne, bien que ses personnages féminins conservent généralement le pouvoir, qu'elles utilisent pour renverser les principes établis du patriarcat japonais comme dans les films Audition (1999) et Visitor Q (2001).
L'un de ses films les plus controversés est sans conteste l'ultra-violent Ichi the Killer (2001), adapté du manga éponyme, avec dans le rôle principal Tadanobu Asano en yakuza sado-masochiste. La violence extrême fut initialement employée pour promouvoir le film : pendant la première internationale au Toronto International Film Festival en 2001, le public reçut comme objets promotionnels des sacs pour vomir incrustés du logo du film (une scène de tuerie particulièrement extravagante met en scène un personnage qui tranche un homme en deux de la tête aux pieds, ainsi que le visage d'un autre homme, qui glisse le long d'un mur proche).
Cependant, la British Board of Film Classification refusa d'autoriser la sortie du film non censuré en Grande-Bretagne, eu égard du niveau intense de violence sexuelle envers les femmes. À Hong Kong, 15 minutes du film furent coupées. Aux États-Unis, le film fut projeté non censuré (bien que la MPAA le classa Unrated). Un DVD non censuré sortit au Benelux.
En 2005, Miike fut invité à réaliser un épisode de la série d'anthologie Les Maîtres de l'horreur. La série, qui contient des épisodes réalisés par nombre de grands noms du cinéma d'horreur tels que John Carpenter, Tobe Hooper ou Dario Argento, était censée laisser aux réalisateurs une relative liberté de création et des restrictions minimes concernant les contenus violents ou sexuels (certaines scènes violentes furent modifiées, comme dans l'épisode Jenifer, réalisé par Dario Argento). Cependant, quand la chaîne câblée Showtime obtint les droits sur la série, l'épisode réalisé par Miike, La Maison des sévices (titre original : Imprint) fut apparemment jugé trop cru et dérangeant pour la chaîne. Showtime annula la diffusion de cet épisode, même après des négociations ; le film fut cependant retenu pour figurer sur le coffret DVD de la série. Mick Garris, créateur et producteur exécutif de la série, décrivit l'épisode comme « incroyable, mais difficile à regarder, même pour moi … C'est définitivement le film le plus troublant que j'ai jamais vu ».
Ainsi La Maison des sévices n'a toujours pas été diffusée sur une chaîne télévisée aux États-Unis, mais sur la chaîne Bravo au Royaume-Uni, sur FX en Argentine, en Bolivie, au Chili, en Colombie, au Costa Rica, en Équateur, au Salvador, au Guatemala, au Honduras, au Mexique, au Nicaragua, au Panama, au Paraguay, au Pérou, en République dominicaine, en Uruguay, au Venezuela et en France. Anchor Bay Entertainment, qui assure la diffusion du coffret DVD de la série Les Maîtres de l'horreur aux États-Unis, a sorti La Maison des sévices en DVD le 26 septembre 2006.

## Filmographie

### Réalisateur
| Année                                                                 | Titre en France et en Belgique                                                 | Titre japonais                                                     | Transcription                                                        | Type                            |
| 1991                                                                  |                                                                                |                                                                    |                                                                      |                                 |
| --------------------------------------------------------------------- | ------------------------------------------------------------------------------ | ------------------------------------------------------------------ | -------------------------------------------------------------------- | ------------------------------- |
| 1991                                                                  | Eyecatch Junction                                                              | 突風！ ミニパト隊 アイキャッチ・ジャンクション                     | Toppū! Minipato tai - Aikyacchi jankushon                            | Film sorti directement en vidéo |
| 1991                                                                  | Lady Hunter: Prelude To Murder                                                 | レディハンター 殺しのプレュード                                    | Redi hantā: Koroshi no pureryūdo                                     | Film sorti directement en vidéo |
| 1992                                                                  |                                                                                |                                                                    |                                                                      |                                 |
| Last Run: 100 Million Yen's Worth of Love and Betrayal                | 疾走フェラーリ250GTO/ラスト・ラン～愛と裏切りの百億円                          | Shissō Feraari 250 GTO / Rasuto ran: Ai to uragiri no hyaku-oku en | TV                                                                   |                                 |
| A Human Murder Weapon                                                 | 人間兇器 愛と怒りのリング                                                      | Ningen kyōki: Ai to ikari no ringu                                 | Film sorti directement en vidéo                                      |                                 |
| 1993                                                                  |                                                                                |                                                                    |                                                                      |                                 |
| Bodyguard Kiba                                                        | ボディガード牙                                                                 | Bodigādo Kiba                                                      | Film sorti directement en vidéo                                      |                                 |
| Oretachi wa tenshi ja nai                                             | 俺達は天使じゃない                                                             |                                                                    | Film sorti directement en vidéo                                      |                                 |
| Oretachi wa tenshi ja nai II                                          | 俺達は天使じゃない２                                                           |                                                                    | Film sorti directement en vidéo                                      |                                 |
| 1994                                                                  |                                                                                |                                                                    |                                                                      |                                 |
| Shinjuku Outlaw                                                       | 新宿アウトロー                                                                 | Shinjuku autorou                                                   | Film sorti directement en vidéo                                      |                                 |
| Bodyguard Kiba: Apocalypse of Carnage                                 | 修羅の黙示録 ボディーガード牙                                                  | Shura no mokushiroku: Bodigādo Kiba                                | Film sorti directement en vidéo                                      |                                 |
| 1995                                                                  |                                                                                |                                                                    |                                                                      |                                 |
| Daisan no gokudō                                                      | 第三の極道                                                                     |                                                                    | Film                                                                 |                                 |
| Bogyguard Kiba 3                                                      | 修羅の黙示録2 ボディーガード牙                                                 | Shura no mokushiroku 2: Bodigādo Kiba                              | Film sorti directement en vidéo                                      |                                 |
| Osaka Tough Guys                                                      | なにわ遊侠伝                                                                   | Naniwa yūkyōden                                                    | Film sorti directement en vidéo                                      |                                 |
| Les Affranchis de Shinjuku                                            | 新宿黒社会 チャイナ マフィア戦争                                               | Shinjuku kuroshakai: Chaina mafia sensо̄                            | Film                                                                 |                                 |
| 1996                                                                  |                                                                                |                                                                    |                                                                      |                                 |
| Shin daisan no gokudō: Boppatsu kansai gokudō sensō                   | 新・第三の極道 勃発 関西極道ウォーズ！！                                       |                                                                    | Film sorti directement en vidéo                                      |                                 |
| Shin daisan no gokudō II                                              | 新・第三の極道II                                                               |                                                                    | Film sorti directement en vidéo                                      |                                 |
| Jingi naki yabō                                                       | 仁義なき野望                                                                   |                                                                    | Film sorti directement en vidéo                                      |                                 |
| Peanuts                                                               | ピイナッツ 落華星                                                              | Piinattsu: Rakkasei                                                | Film sorti directement en vidéo                                      |                                 |
| The Way to Fight                                                      | 喧嘩の花道 大阪最強伝説                                                        | Kenka no hanamichi: Oosaka saikyо̄ densetsu                         | Film sorti directement en vidéo                                      |                                 |
| Graine de yakuza                                                      | 極道戦国志 不動                                                                | Gokudō sengokushi: Fudō                                            | Film                                                                 |                                 |
| 1997                                                                  |                                                                                |                                                                    |                                                                      |                                 |
| Jingi naki yabō 2                                                     | 仁義なき野望2                                                                  |                                                                    | Film sorti directement en vidéo                                      |                                 |
| Young Thugs: Innocent Blood                                           | 岸和田少年愚連隊 血煙り純情篇                                                  | Kishiwada shōnen gurentai: Chikemuri junjō-hen                     | Film                                                                 |                                 |
| Rainy Dog                                                             | 極道黒社会 RAINY DOG                                                           | Gokudō kuroshakai                                                  | Film                                                                 |                                 |
| Full Metal Yakuza                                                     | FULL METAL 極道                                                                | Full Metal gokudō                                                  | Film sorti directement en vidéo                                      |                                 |
| 1998                                                                  |                                                                                |                                                                    |                                                                      |                                 |
| The Bird People in China                                              | 中国の鳥人                                                                     | Chūgoku no chо̄jin                                                  | Film                                                                 |                                 |
| Andromedia                                                            | アンドロメデイア                                                               |                                                                    | Film                                                                 |                                 |
| Blues Harp                                                            | BLUES HARP                                                                     |                                                                    | Film                                                                 |                                 |
| Young Thugs: Nostalgia                                                | 岸和田少年愚連隊 望郷                                                          | Kishiwada shōnen gurentai: Bōkyō                                   | Film                                                                 |                                 |
| 1999                                                                  |                                                                                |                                                                    |                                                                      |                                 |
| Audition                                                              | オーディション                                                                 | Ōdishon                                                            | Film                                                                 |                                 |
| Man, A Natural Girl                                                   | 天然少女萬                                                                     | Tennen shōjo Man                                                   | TV                                                                   |                                 |
| Ley Lines                                                             | 日本黒社会                                                                     | Nihon kuroshakai                                                   | Film                                                                 |                                 |
| Silver                                                                | シルバー SILVER                                                                | Shirubā                                                            | Film sorti directement en vidéo                                      |                                 |
| Dead or Alive                                                         | DEAD OR ALIVE 犯罪者                                                           | Dead or Alive: Hanzaisha                                           | Film                                                                 |                                 |
| Salaryman Kintarō                                                     | サラリーマン金太郎                                                             | Sararīman Kintarō                                                  | Film                                                                 |                                 |
| Man, Next Natural Girl: 100 Nights in Yokohama                        | 天然少女萬NEXT 横浜百夜篇                                                      | Tennen shōjo Man next: Yokohama hyaku-ya hen                       | TV                                                                   |                                 |
| 2000                                                                  |                                                                                |                                                                    |                                                                      |                                 |
| The Making of 'Gemini'                                                |                                                                                | Tsukamoto Shin'ya ga Ranpo suru                                    | Documentaire TV                                                      |                                 |
| MPD Psycho                                                            | 多重人格探偵サイコ                                                             | Tajū jinkaku tantei saiko: Amamiya Kazuhiko no kikan               | Télésuite                                                            |                                 |
| The City of Lost Souls                                                | 漂流街 THE HAZARD CITY                                                         | Hyōryū-gai                                                         | Film                                                                 |                                 |
| Les Prisonniers du paradis                                            | 天国から来た男たち                                                             | Tengoku kara kita otoko-tachi                                      | Film                                                                 |                                 |
| Dead or Alive 2                                                       | DEAD OR ALIVE 2 逃亡者                                                         | Dead or Alive 2: Tōbōsha                                           | Film                                                                 |                                 |
| 2001                                                                  |                                                                                |                                                                    |                                                                      |                                 |
| Kikuchi-jō monogatari: sakimori-tachi no uta)                         | 鞠智城物語 防人たちの唄                                                        |                                                                    | Film                                                                 |                                 |
| Zuiketsu gensō: Tonkararin yume densetsu                              | 隧穴幻想 トンカラリン夢伝説                                                    |                                                                    | Film                                                                 |                                 |
| Family                                                                | FAMILY                                                                         |                                                                    | Film                                                                 |                                 |
| Family 2                                                              | FAMILY 2                                                                       |                                                                    | Film sorti directement en vidéo                                      |                                 |
| Visitor Q                                                             | ビジターQ                                                                      | Bijitā Q                                                           | Film                                                                 |                                 |
| Ichi the Killer                                                       | 殺し屋1                                                                        | Koroshiya 1                                                        | Film                                                                 |                                 |
| Agitator                                                              | 荒ぶる魂たち                                                                   | Araburu tamashii-tachi                                             | Film                                                                 |                                 |
| La Mélodie du malheur                                                 | カタクリ家の幸福                                                               | Katakuri-ke no kōfuku                                              | Film                                                                 |                                 |
| 2002                                                                  |                                                                                |                                                                    |                                                                      |                                 |
| Dead or Alive 3                                                       | DEAD OR ALIVE FINAL                                                            |                                                                    | Film                                                                 |                                 |
| Onna kunishū ikki                                                     | おんな 国衆一揆                                                                |                                                                    | Film                                                                 |                                 |
| Sabu                                                                  | SABU さぶ                                                                      |                                                                    | Film                                                                 |                                 |
| Graveyard of Honor                                                    | 新・仁義の墓場                                                                 | Shin jingi no hakaba                                               | Film                                                                 |                                 |
| Shangri-La                                                            | 金融破滅ニッポン 桃源郷の人々                                                  | Kin'yū hametsu Nippon: Tōgenkyō no hito-bito                       | Film                                                                 |                                 |
| Pandōra                                                               | パンドラ                                                                       |                                                                    | Clip                                                                 |                                 |
| Deadly Outlaw: Rekka                                                  | 実録・安藤昇侠道（アウトロー）伝 烈火                                          | Jitsuroku Andō Noboru kyōdō-den: Rekka                             | Film                                                                 |                                 |
| Pāto-taimu tantei                                                     | パートタイム探偵                                                               |                                                                    | TV                                                                   |                                 |
| 2003                                                                  |                                                                                |                                                                    |                                                                      |                                 |
| The Man in White                                                      | 許されざる者                                                                   | Yurusarezaru mono                                                  | Film                                                                 |                                 |
| Gozu                                                                  | 極道恐怖大劇場 牛頭 GOZU                                                       | Gokudō kyōfu dai-gekijō: Gozu                                      | Film                                                                 |                                 |
| Yakuza Demon                                                          | 鬼哭                                                                           | Kikoku                                                             | Film sorti directement en vidéo                                      |                                 |
| Kōshōnin                                                              | 交渉人                                                                         |                                                                    | TV                                                                   |                                 |
| La Mort en ligne                                                      | 着信アリ                                                                       | Chakushin Ari                                                      | Film                                                                 |                                 |
| 2004                                                                  |                                                                                |                                                                    |                                                                      |                                 |
| Zebraman                                                              | ゼブラーマン                                                                   | Zeburāman                                                          | Film                                                                 |                                 |
| Pāto-taimu tantei 2                                                   | パートタイム探偵2                                                              |                                                                    | TV                                                                   |                                 |
| Trois Extrêmes                                                        | 三更2                                                                          | Saam gaang yi                                                      | Segment Box                                                          |                                 |
| Izo                                                                   | イゾウ                                                                         |                                                                    | Film                                                                 |                                 |
| Demon Pond                                                            | 夜叉ヶ池                                                                       | Yasha-ga-ike                                                       | Pièce de théâtre (DVD le 25 mai 2005)                                |                                 |
| 2005                                                                  |                                                                                |                                                                    |                                                                      |                                 |
| Ultraman Max                                                          | ウルトラマンマックス                                                           | Urutoraman Makkusu                                                 | Épisodes d'une série télévisée                                       |                                 |
| The Great Yokai War                                                   | 妖怪大戦争                                                                     | Yōkai daisensō                                                     | Film                                                                 |                                 |
| 2006                                                                  |                                                                                |                                                                    |                                                                      |                                 |
| Big Bang Love, Juvenile A                                             | 46億年の恋                                                                     | 46-okunen no koi                                                   | Film                                                                 |                                 |
| Waru                                                                  | WARU                                                                           |                                                                    | Film                                                                 |                                 |
| Les Maîtres de l'horreur (épisode La Maison des sévices)              | インプリント ～ぼっけえ、きょうてえ～                                          | Inpurinto ~bokke kyote~                                            | Épisode d'une série télévisée                                        |                                 |
| Waru: Kanketsu-hen                                                    | WARU：完結編                                                                   |                                                                    | Film sorti directement en vidéo                                      |                                 |
| Sun Scarred                                                           | 太陽の傷                                                                       | Taiyo no kizu                                                      | Film                                                                 |                                 |
| 2007                                                                  |                                                                                |                                                                    |                                                                      |                                 |
| Yakuza : L'Ordre du dragon                                            | 龍が如く 劇場版                                                                | Ryū ga gotoku: gekijо̄-ban                                          | Film                                                                 |                                 |
| Sukiyaki Western Django                                               | スキヤキ・ウエスタン ジャンゴ                                                  | Sukiyaki wesutān jango                                             | Film                                                                 |                                 |
| Detective Story                                                       | 捕物帳                                                                         | Tantei monogatari                                                  | Film                                                                 |                                 |
| Crows Zero                                                            | クローズZERO                                                                   | Kurōzu Zero                                                        | Film                                                                 |                                 |
| Zatoichi                                                              | 座頭市                                                                         |                                                                    | Pièce de théâtre                                                     |                                 |
| Heiwa e No Seiyaku (Ukei)                                             | 平和への誓約（うけい）                                                         |                                                                    | Vidéo                                                                |                                 |
| 2008                                                                  |                                                                                |                                                                    |                                                                      |                                 |
| God's Puzzle                                                          | 神様のパズル                                                                   | Kamisama no pazuru                                                 | Film                                                                 |                                 |
| K-tai Investigator 7                                                  | ケータイ捜査官7                                                                | Keitai Sōsakan 7                                                   | Série télévisée                                                      |                                 |
| 2009                                                                  |                                                                                |                                                                    |                                                                      |                                 |
| Yatterman                                                             | ヤッターマン                                                                   | Yattaaman                                                          | Film                                                                 |                                 |
| Crows Zero II                                                         | クローズZERO 2                                                                 | Kurōzu Zero 2                                                      | Film                                                                 |                                 |
| 2010                                                                  |                                                                                |                                                                    |                                                                      |                                 |
| Zebraman 2                                                            | ゼブラシティの逆襲                                                             | Zebura Shiti no gyakushū                                           | Film                                                                 |                                 |
| 13 Assassins                                                          | 十三人の刺客                                                                   | Jūsan-nin no shikaku                                               | Film                                                                 |                                 |
| 2011                                                                  |                                                                                |                                                                    |                                                                      |                                 |
| Hara-Kiri : Mort d'un samouraï                                        | 一命                                                                           | Ichimei                                                            | Film                                                                 |                                 |
| Ninja Kids                                                            | 忍たま乱太郎                                                                   | Nintama Rantarо̄                                                    | Film                                                                 |                                 |
| 2012                                                                  |                                                                                |                                                                    |                                                                      |                                 |
| Ace Attorney                                                          | 逆転裁判                                                                       | Gyakuten Saiban                                                    | Film                                                                 |                                 |
| Ai to Makoto                                                          | 愛と誠                                                                         |                                                                    | Film                                                                 |                                 |
| Lesson of the Evil                                                    | 悪の教典                                                                       | Aku no Kyо̄ten                                                      | Film                                                                 |                                 |
| 2013                                                                  |                                                                                |                                                                    |                                                                      |                                 |
| Shield of Straw                                                       | 藁の楯                                                                         | Wara no tate                                                       | Film                                                                 |                                 |
| 2014                                                                  |                                                                                |                                                                    |                                                                      |                                 |
| The Mole Song: Undercover Agent Reiji                                 | 土竜の唄潜入捜査官REIJI                                                        | Mogura no uta – sennyu sosakan: Reiji                              | Film                                                                 |                                 |
| Kuime                                                                 | 喰女 -クイメ-                                                                  | Kuime / Shin Yotsuya Kaidan                                        | Film                                                                 |                                 |
| Kamisama no iu tōri                                                   | 神様のいうとおり                                                               |                                                                    | Film                                                                 |                                 |
| 2015                                                                  |                                                                                |                                                                    |                                                                      |                                 |
| Kaze ni tatsu lion                                                    | 風に立つライオン                                                               |                                                                    | Film                                                                 |                                 |
| Yakuza Apocalypse                                                     | 極道大戦争                                                                     | Gokudо̄ daisensо̄                                                    | Film                                                                 |                                 |
| Chikyunagegoro-Uchunoaragoto                                          | ちきゅなごろ うちゅのあらごと                                                  |                                                                    | Piece de théâtre (février 2015)                                      |                                 |
| 2016                                                                  |                                                                                |                                                                    |                                                                      |                                 |
| Puchi Puchi Anime                                                     | プチプチアニメ「ころがし屋のプン」                                             | Puchi Puchi Anime (Korogashi Ya no Pun)                            | Anime (1 épisode, 21 mars 2016)                                      |                                 |
| Terra Formars                                                         | テラフォーマーズ                                                               | Tera Fо̄mâzu                                                        | Film                                                                 |                                 |
| Chikyū kyо̄dai                                                         | 地球兄弟                                                                       |                                                                    | Web-série (7 septembre 2016)                                         |                                 |
| The Mole Song: Hong Kong Capriccio                                    | 土竜の唄 香港狂騒曲                                                            | Mogura no uta: Hong Kong kyōsō-kyoku                               | Film                                                                 |                                 |
| 2017                                                                  |                                                                                |                                                                    |                                                                      |                                 |
| Zatoichi                                                              |                                                                                |                                                                    | Pièce de théâtre (Roppongi Kabuki)                                   |                                 |
| Idol × Senshi Miracle Tunes!                                          | アイドル×戦士 ミラクルちゅーんず！                                             | Aidoru Senshi Mirakuru Chūnzu!                                     | Série télévisée (avril 2017)                                         |                                 |
| Blade of the Immortal                                                 | 無限の住人                                                                     | Mugen no jūnin                                                     | Film                                                                 |                                 |
| Jojo's Bizarre Adventure Diamond Is Unbreakable Chapitre 1            | ジョジョの奇妙な冒険 ダイヤモンドは砕けない第一章                              | Jojo no kimyō na bōken: Daiyamondo wa kudakenai - dai isshō        | Film                                                                 |                                 |
| Miyavi: Dancing With My Fingers                                       |                                                                                |                                                                    | Clip (17 octobre 2017)                                               |                                 |
| 2018                                                                  |                                                                                |                                                                    |                                                                      |                                 |
| Laplace's Witch                                                       | ラプラスの魔女                                                                 | Rapurasu No Majo                                                   | Film                                                                 |                                 |
| Mahо̄ × Senshi Magi Majo Pures!                                        | 魔法×戦士 マジマジョピュアーズ！                                               | Mahо̄ Senshi Maji Majo Pyuāzu!                                      | Série télévisée (2018)                                               |                                 |
| 2019                                                                  |                                                                                |                                                                    |                                                                      |                                 |
| Rashо̄mon                                                              | 羅生門                                                                         |                                                                    | Pièce de Théâtre (Roppongi Kabuki: du 22 février au 24 mars)         |                                 |
| Himitsu × Senshi Fantomirage                                          | ひみつ×戦士 ファントミラージュ!                                                | Himitsu X Senshi FantoMiraaju                                      | Série télévisée (Épisode 1, 7 avril 2019)                            |                                 |
| First Love, le dernier yakuza                                         | 初恋                                                                           | Hatsukoi                                                           | Film (15 mai 2019 : Quinzaine des réalisateurs Cannes 2019)          |                                 |
| Revenge of the Three                                                  | 三人の復讐者                                                                   |                                                                    | Court-métrage publicitaire du jeu vidéo Brawl Stars (6 octobre 2019) |                                 |
| Cinema Fighters Project 3                                             |                                                                                |                                                                    | Film a sketches : segment Beautiful                                  |                                 |
| 2020                                                                  |                                                                                |                                                                    |                                                                      |                                 |
| Gekijoban Himitsu × Senshi Fantomirage! Eiga ni Natte Chodaishimasu ! | 劇場版 ひみつ×戦士 ファントミラージュ！ ～映画になってちょーだいします～       |                                                                    | Film (23 juillet)                                                    |                                 |
| Porisu x Senshi Rabu Patoriina                                        | ポリス×戦士 ラブパトリーナ!                                                    |                                                                    | Série télévisée (épisode 1, 26 juillet)                              |                                 |
| Tabe-O-Ja                                                             | タベオウジャ 「乱舞！料理バトル編」                                            |                                                                    | 4 courts-métrages promotionnels                                      |                                 |
| 2021                                                                  |                                                                                |                                                                    |                                                                      |                                 |
| Gekijoban Police x Senshi LovePatorina Kaitо̄ kara no chо̄sen           | 劇場版 ポリス×戦士 ラブパトリーナ！ 怪盗からの挑戦！ラブでパパッとタイホせよ！ | Gekijoban Porisu x Senshi RabuPatoriina Kaitо̄ kara no chо̄sen       | Film (21 mai)                                                        |                                 |
| Bittomo × Heroine Kirameki Powers!                                    | ビッ友x戦士 キラメキパワーズ！                                                 | Bittomo x Senshi Kirameko Powaazu !                                | Série télévisée (11 juillet)                                         |                                 |
| The Great Yokai War: Guardians                                        | 妖怪大戦争 ガーディアンズ                                                      | Yōkai daisensō: Gādianzu                                           | Film (18 août)                                                       |                                 |
| Mole Song: Final                                                      | 土竜の唄 FINAL                                                                 | Mogura no uta: Fainaru                                             | Film (19 novembre)                                                   |                                 |
| Drunken Angel                                                         | 醉いどれ天使                                                                   |                                                                    | Pièce de théâtre (septembre et novembre 2021)                        |                                 |
| 2022                                                                  |                                                                                |                                                                    |                                                                      |                                 |
| RizSta, Top of Artists!                                               | リズスタ -Top of Artists!-                                                     | RizuSuta Toppu ofu Aatisutsu                                       | Série télévisée (épisode 1, 10 avril)                                |                                 |
| Connect                                                               | 커넥트                                                                         | Keonegteu                                                          | Drama coréen (6 épisodes, décembre, sur Disney+)                     |                                 |
| 2023                                                                  |                                                                                |                                                                    |                                                                      |                                 |
| Onimusha                                                              |                                                                                |                                                                    | Anime (chef réalisateur, anime Netflix)                              |                                 |
| Assistant Inspector : Daimajin                                        | 警部補ダイマジン                                                               | Keibuho Daimajin                                                   | Drama (début Juillet 2023)                                           |                                 |
| Lumberjack the Monster                                                | 怪物の木こり                                                                   |                                                                    | Film (Sortie prévue le 1 décembre)                                   |                                 |
| 2024                                                                  |                                                                                |                                                                    |                                                                      |                                 |
| Midnight                                                              | ミッドナイト                                                                   | Middonaito                                                         | Court-métrage                                                        |                                 |
| 2025                                                                  |                                                                                |                                                                    |                                                                      |                                 |
| Shin Abarenbô Shogun                                                  |                                                                                |                                                                    | Téléfilm                                                             |                                 |
| Blue Fight Aoki Wakamono Tachi no Breaking Down                       | BLUE FIGHT 蒼き若者たちのブレイキングダウン                                    | BLUE FIGHT Aoki Wakamono Tachi no Burekingu Daun                   | Film                                                                 |                                 |
| Sham                                                                  | でっちあげ ～殺人教師と呼ばれた男                                              | Decchiage, Satsujin Kyoshi to Yobareta Otoko                       | Film                                                                 |                                 |
| Nyaight of the Living Cats                                            | ニャイト・オブ・ザ・リビングキャット                                           | Nyaito obu za ribingu kyato                                        | Série anime                                                          |                                 |
| 2026                                                                  |                                                                                |                                                                    |                                                                      |                                 |
| Bad Lieutenant : Tokyo                                                |                                                                                |                                                                    | Film (en tournage)                                                   |                                 |

### Acteur
- 1995 : Shin kanashiki hittoman de Rokuro Mochizuki : Miike Dokomo, un dealer
- 1996 : The Way to Fight de lui-même : victime poignardée
- 1997 : Young Thugs : Innocent Blood (Kishiwada shônen gurentai: Chikemuri junjô-hen) de lui-même : un homme en pantalon rouge tabassé
- 2001 : Agitator de lui-même : Shinozaki
- 2002 : Ichi the Killer: Episode 0 (animation en vidéo) de Shinji Ishihira : Kakihara (voix)
- 2002 : Graveyard of Honor de lui-même : restaurant Gunman
- 2003 : Gokudô deka de Sakichi Satô
- 2003 : Last Life in the Universe de Pen-ek Ratanaruang : gangster yakuza
- 2004 : Otakus in Love (Koi no Mon) de Suzuki Matsuo : Noro
- 2005 : The Neighbour No. 13 de Yasuo Inoue : Kaneda
- 2005 : Hostel de Eli Roth : un riche homme d'affaires
- 2006 : Gekijô-ban Dôbutsu no Mori de Jôji Shimura : Rakosuke (voix)
- 2012 : Ace Attorney (Gyakuten saiban) de lui-même : un membre de la galerie de la salle d'audience